# Lesnovo, Sofia
Lesnovo (în bulgară Лесново) este un sat în comuna Elin Pelin, regiunea Sofia,  Bulgaria. 

## Demografie
Componența etnică a satului Lesnovo
     Bulgari (72,25%)
     Romi (16,24%)
     Nicio identificare (10,82%)
     Altele (0,95%)
La recensământul din 2011, populația satului Lesnovo era de 1.773 locuitori. Din punct de vedere etnic, majoritatea locuitorilor (72,25%) erau bulgari, cu o minoritate de romi (16,24%). Pentru 10,82% din locuitori nu este cunoscută apartenența etnică.